# Nagy Mihály (labdarúgó)
Nagy Mihály (Mezőtúr, 1961. július 22. –) magyar labdarúgó, edző.

## Pályafutás
Labdarúgóként a Haladás  és a Siófok csapataiban játszott, 1994-ben vonult vissza.
Miután befejezte a pályafutását edzőnek állt, elsőként a Haladás utánpótlásnevelésében kezdett el dolgozni. Felnőtt csapatai a Sárvár és a Bük voltak. A Sárvárral NB I B-be jutott, a Bükkel megnyerte az NB II-be jutásért vívott kvalifikációs bajnokságot nyert. Ezután másodedzőként dolgozott a Haladásnál és a Matáv Sopronnál.
2002-ben Magyar Kupa döntőben szerepelt a Haladással. 2005-ben a ZTE-hez igazolt, ahol az utánpótlást felügyelte.  2008. április 30-án, Slavko Petrovićot váltva kinevezték a ZTE átmeneti vezetőedzőjének. Ezt a tisztséget a 2008-as idény végéig látta el, ezután Supka Attila lett a csapat edzője.
2009 nyarán elhagyta a ZTE-t és visszatért a Lombard Pápa csapatához, ahol szintén az utánpótlás szakág irányítását irányítását látja el. Ezenkívül őt bízták meg az NB III-as csapat vezetőedzői teendőinek elvégzésével is.
Az üzemmérnöki diplomája után menedzseri oklevelet, TF szakedzői, majd „A“ licences vizsgát tett. A Pro licences edzőképzést 2008 tavaszán végezte el.